# NGC 6842
NGC 6842 (другое обозначение — PK 65+0.1) — планетарная туманность в созвездии Лисичка.
Этот объект входит в число перечисленных в оригинальной редакции «Нового общего каталога».